# Stellarator

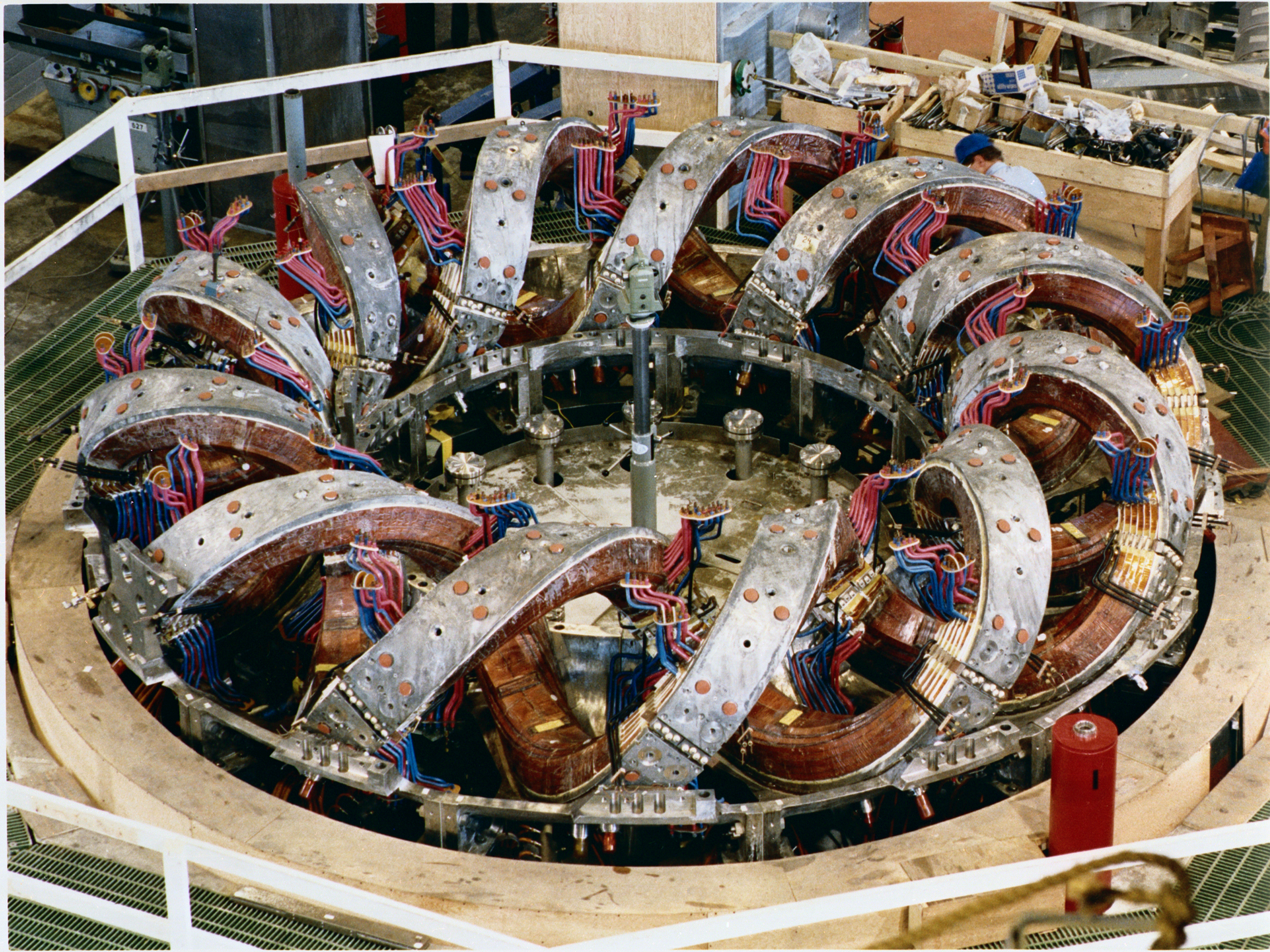
Un prototype de stellarator de type Torsatron mis en fonction en 1988.

Le stellarator (de stellar : stellaire, et generator : générateur) est un dispositif destiné à la production de réactions contrôlées de fusion nucléaire proche du tokamak. Mais, contrairement à ce dernier, le confinement du plasma est entièrement réalisé par un champ magnétique hélicoïdal créé par l'arrangement complexe de bobines autour du tore, alimentées en courants forts et appelées bobines poloïdales. Le tokamak utilise en plus un courant toroïdal circulant à l'intérieur du plasma pour le confiner, ce qui est à l'origine de difficultés de contrôle du plasma.
Cette voie fait l'objet en 2013 d'un programme de recherche et technologie (R&T) particulièrement développé à l'Institut Max-Planck de physique, en Allemagne, car elle présente un avantage sur la formule tokamak : sa régularité. En effet, les stellarators ont un fonctionnement comportant une alimentation électrique des deux composantes du champ magnétique de confinement en continu, alors que les tokamaks intègrent obligatoirement une origine cyclique pour la composante poloïdale de champ de la « bouteille magnétique torique ».

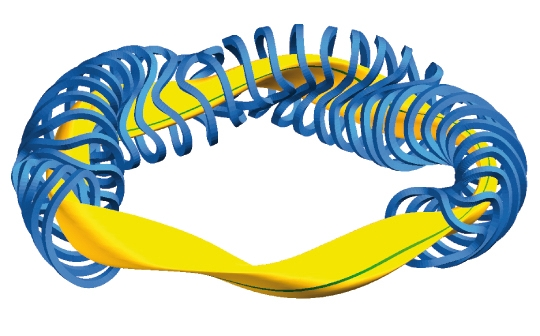
Principe d'un stellarator : en bleu les bobines poloïdales et en jaune le plasma.

## Histoire

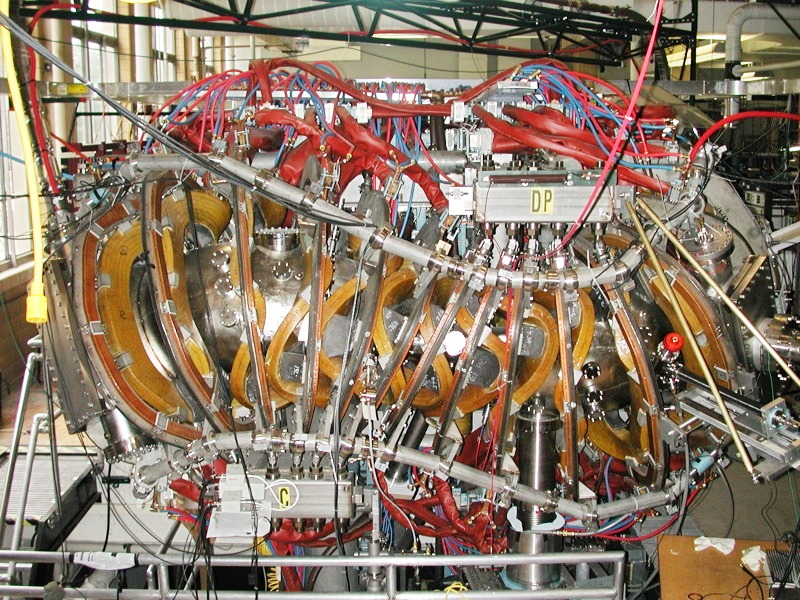
Le stellarator américain HSX

Le stellarator est un des premiers dispositifs de fusion contrôlée dont le concept a été inventé en 1950 par Lyman Spitzer. Développé au cours des années 1950 et 1960, il a été laissé de côté dans les années 1970 quand le tokamak a donné de bien meilleurs résultats.
Les difficultés conceptuelles rencontrées par le tokamak ont relancé les recherches sur le stellarator à partir des années 1990. Plusieurs expériences ont suivi : le Wendelstein 7-X en Allemagne, l'Helically Symmetric Experiment (en) (HSX) à l'Université du Wisconsin à Madison aux États-Unis et le Large Helical Device (en) à Toki (Gifu)  au Japon,.
Les États-Unis ont abandonné le 22 mai 2008 leur projet national NCSX (National Compact Stellarator Experiment) car celui-ci excédait la limite budgétaire de 50 millions de dollars impartie par le Congrès des États-Unis,.

## Description
Afin de confiner un plasma, un ensemble à très faible densité (proche du vide spatial) d'électrons et d'ions évoluant à une température de 100 à 150 millions de degrés, il faut l'enfermer dans une bouteille magnétique composée de lignes de champ magnétiques hélicoïdales. Ainsi, les particules toutes chargées électriquement qui composent le plasma sont piégées très efficacement par la force de Lorentz ({\displaystyle {\vec {F_{\text{mag}}}}=q{\vec {v}}\wedge {\vec {B}}}) et contraintes de décrire des trajectoires spiralantes le long des génératrices hélicoïdales se refermant sur elles-mêmes après avoir parcouru tout le tore. Le confinement est si efficace que sur 10 cm d'éloignement suivant le grand rayon du tore, la température chute de plusieurs millions de degrés.
Le fonctionnement du tokamak nécessite un champ magnétique poloïdal produit en faisant circuler un courant électrique alternatif intense au sein même du plasma. Ce principe présente des inconvénients majeurs :
- Courant alternatif d'intensité variable de l'ordre du hertz et de la dizaine de mégaampères : Le concept de champ poloïdal repose sur un cycle de variabilité (beaucoup plus lent que le courant 220 V à 50 Hz) pour assurer la viabilité de sa bouteille magnétique torique. Or, la somme des puissances électriques mises en jeu dans l'alimentation de toutes les composantes du champ de confinement approche les 40 à 50 MW dans un réacteur comme ITER, au sein desquelles la composante inductrice est cyclique. Le confinement ayant lui aussi une fonction cyclique, la production d'énergie du réacteur n'est pas strictement constante et il est très difficile de maintenir constante la fourniture d'électricité d'un réacteur industriel de 1 200 MW à régime cyclique.
- Disruptions dégradant fortement la paroi interne voire l'intégrité du tokamak. Les disruptions sont un événement fortement redouté sur les tokamaks.

Voilà pourquoi il a été jugé intéressant d'explorer la voie parallèle des stellarators. Ceux-ci reposent sur l'idée de créer la configuration hélicoïdale du champ de confinement par une superposition de composantes de champs magnétiques créées par des courants tous continus et sans courant électrique induit dans le plasma. Cependant, il faut recourir à des déformations très complexes des bobines génératrices verticales du champ toroïdal d'un tokamak afin qu'elles engendrent aussi des composantes magnétiques poloïdales. C'est en quelque sorte une topologie à vrillage hélicoïdal externe des bobines génératrices de champs de confinements qui n'utilisent aucun phénomène d'induction, mais fonctionne en courant d'alimentation continu.
Outre la suppression du système d'induction externe du courant toroïdal, les stellarators évitent les contraintes cycliques infligées aux structures porteuses des bobines d'induction, à la couverture interne de la chambre de confinement, soumise à des flux neutroniques et thermiques périodiques, d'où une plus grande fiabilité potentielle. Généralement, les stellarators sont conçus avec une symétrie radiale discrète, c'est-à-dire qu'ils reproduisent à intervalles radiaux réguliers la même topologie locale de bobine. Beaucoup d'entre eux se basent sur une reproduction régulière de tronçons à tous les 72° (symétrie cyclique pentagonale).
La très grande complexité de la topologie des bobines, la difficulté de leur installation, leur stabilité structurelle et géométrique problématique sous les contraintes de Lorentz qu'elles s'infligent à elles-mêmes et, enfin, l'investissement moindre consacré à cette filière, retardent l'avènement des stellarators comme réacteurs industriels. Le régime continu confèrerait à la filière stellarator des potentialités d'application industrielle supérieures à celles des tokamaks à horizon 2060-2080.
Le projet Wendelstein 7-X fonctionnant depuis décembre 2015 à l'Institut Max-Planck de physique des plasmas en Allemagne doit permettre de démontrer cette aptitude au fonctionnement continu au cours des prochaines années.